# Tristrana prizma
| Tristrana prizma            | Tristrana prizma                                  |
| --------------------------- | ------------------------------------------------- |
|                             |                                                   |
| vrsta                       | prizmatični uniformni polieder                    |
| elementi                    | F = 5, E = 9, V = 6, ({\displaystyle \chi \,}= 2) |
| stranske ploskve po straneh | 3{4}+2{3}                                         |
| Schläflijev simbol          | t{2,3} ali {3}x{}                                 |
| Wythoffov simbol            | 2                                                 |
| Coxeter-Dinkinov diagram    |                                                   |
| simetrija                   | D3h, [3,2], (*322) reda 12                        |
| vrtilna grupa               | D3, [3,2]+, (322) reda 6                          |
| sklici                      | U76(a)                                            |
| dual                        | trikotna dipiramida                               |
| (slika oglišč) 4.4.3        |                                                   |

Tristrana prizma je v geometriji prizma s tremi stranskimi ploskvami. To  pomeni, da je to polieder s trikotno osnovno ploskvijo.  
To je pentaeder, ki ima dve vzporedni stranski ploskvi. Pri tem pa sta pravokotnici na ostali dve   v isti ravnini (ni nujno, da sta vzporedni z ravninami  osnovnih ploskev). Te tri stranske ploskve so paralelogrami. Vsi preseki vzporedni z osnovnima ploskvama so enaki trikotniki.  

## Prostornina
Prostornina vsake prizme je zmnožek ploščine osnovne ploskve in razdalje med obema osnovnima ploskvama. V tem primeru je osnovna ploskev trikotnik, treba je izračunati samo ploščino trikotnika in jo pomnožiti z dolžino prizme:
{\displaystyle V={\frac {1}{2}}bhl}
kjer je 
- {\displaystyle b} dolžina trikotnikove stranice
- {\displaystyle h} je višina prizme
- {\displaystyle l} je dolžina med trikotnikoma

## Uporaba
Obstajajo kot celice štirih prizmatičnih uniformnih satovij v treh razsežnostih:
| šeststrano prizmatično satovje | trikotno-šestkotno prizmatično satovje | Snub trikotno-šestkotno prizmatično satovje | rombitrikotno-šestkotno prizmatično satovje |
|                                |                                        |                                             |                                             |

Obstajajo tudi kot celice številnih štirirazsežnih uniformnih polihoronov vključno z: 
| prisekana tetraederska prizma | prisekana oktaederska prizma      | prisekana kubooktederska prizma | prisekana ikozaederska prizma | prisekana ikozidodekaederska prizma |
|                               |                                   |                                 |                               |                                     |
| runciprisekana 5 celica       | omniprisekanaomnitruncated 5-cell | runciprisekana 16 celica        | omnitruncated tesseract       |                                     |
|                               |                                   |                                 |                               |                                     |
| runciprisekana 24 celica      | omniprisekana 24 celica           | runciprisekana 600 celica       | omniprisekana 120 celica      |                                     |
|                               |                                   |                                 |                               |                                     |

## Sorodni politopi in tlakovanja
Ta polieder je topološko soroden z zaporedjem uniformnih prisekanih poliedrov s konfiguracijami oglišča (3.2n.2n) in simetrijo Coxeterjeve grupe [n,3].
| Sferna/ravninska simetrija | *232 [2,3] D3h | *332 [3,3] Td | *432 [4,3] Oh | *532 [5,3] Ih | *632 [6,3] P6m | *732 [7,3]  | *832 [8,3]  |
| Red simetrije              | 12             | 24            | 48            | 120           | ∞              | ∞           | ∞           |
| Coxeter Schläfli           | t0,1,2{2,3}    | t0,1,2{3,3}   | t0,1,2{4,3}   | t0,1,2{5,3}   | t0,1,2{6,3}    | t0,1,2{7,3} | t0,1,2{8,3} |
| -------------------------- | -------------- | ------------- | ------------- | ------------- | -------------- | ----------- | ----------- |
| omniprisekana oblika       | 4.6.4          | 4.6.6         | 4.6.8         | 4.6.10        | 4.6.12         | 4.6.14      | 4.6.16      |

## Štirirazsežni prostor
| tetraederska prizma            | osemstrana prizma           | kubooktaederska prizma   | ikozaederska prizma       | ikozidodekaederska prizma         | prisekana dvanajststrana prizma |                        |                           |
|                                |                             |                          |                           |                                   |                                 |                        |                           |
| rombiikozidodekaederska prizma | rombikubooktaederska prizma | prisekana kubična prizma | Snub dodekaederska prizma | n-stranska antiprizmatična prizma |                                 |                        |                           |
|                                |                             |                          |                           |                                   |                                 |                        |                           |
| kantelirana 5 celica           | kantiprisekana 5 celica     | runcinirana 5 celica     | runciprisekana 5 celica   | kantelirani teserakt              | kantiprisekani teserakt         | runcinirani teserakt   | runciprisekani teserakt   |
|                                |                             |                          |                           |                                   |                                 |                        |                           |
| kantelirana 24 celica          | kantiprisekana 24 celica    | runcinirana 24 celica    | runciprisekana 24 celica  | kantelirana 120 celica            | kantiprisekana 120 celica       | runcinirana 120 celica | runciprisekana 120 celica |
|                                |                             |                          |                           |                                   |                                 |                        |                           |